# Alfonso de la Ossa Alcántara
Alfonso de la Ossa Alcántara, nacido el 26 de enero de 1947 en Villarrobledo (Albacete), es un escultor español. Desde mayo de 2011 a junio de 2012 fue presidente de la Junta Directiva del Círculo de Bellas Artes de Valencia.

## Biografía
Recibió su formación e influencias a cargo Octavio Vicent, en España y de Elia Ajolfi en Bérgamo, Italia. Ha sido profesor de las Escuelas de Arte aplicado y oficios artísticos Maestro Mateo, de Santiago de Compostela, y de Valencia, profesor colaborador del Instituto de Ciencias de la Educación de la Universidad de Santiago y de la Universidad Politécnica de Valencia y catedrático de Artes Plásticas y Diseño de Valencia.

## Obra
Por convicción personal, pues considera que el arte no ha de ser competitivo y un jurado no está legitimado para enjuiciarlo, desde 1973 tiene como norma no presentar su obra a concursos o certámenes de ningún tipo. Aun así, ha recibido numerosos reconocimientos y parte de su obra está expuesta en los siguientes museos de manera permanente:
- Museo de Bellas Artes de Valencia.
- Museo de arte contemporáneo “Vicente Aguilera Cerni”.
- Fundación Castellblanch, Barcelona.

Así mismo, se puede contemplar su obra, al aire libre, en la Plaza de Vigo de Santiago de Compostela.